# إن إيه 13 (مانسير-l)
إم إيه 13 هي دائرة انتخابية للمجلس الوطني في باكستان. وهي تقع في مقاطعة مانسير. كانت تعرف سابقا باسم إم إيه-20 (مانسير-l) من 1977 إلى 2018. وفي عام 2002 تم تغيير اسمها إلى إم إيه 13 بعد ترسيم الحدود في عام 2018.

## وصلات خارجية
- نتيجة الانتخابات الموقع الرسمي